# تطفيل
التطفيل هو الدخول على جلسة أو حفلة بدون دعوة، كأن يدخل عرسا من غير أن يدعى اليه.

## تعريف
نسب إلى الأصمعي قوله:
وجاء في «العقد الفريد»:

## في كتب الأدب
جاء ذكر أخبار التطفيل والطفيليين في كثير من كتب الأدب، منها باب في «العقد الفريد» لابن عبد ربه وفي «نهاية الأرب» للنويري و«ثمرات الأوراق» لابن حجة الحموي و«زهر الأداب» للحصري القيرواني. كما آلف الخطيب البغدادي كتابا عن التطفيل سماه «التطفيل وحكايات الطفيليين ونوادرهم وأخبارهم»، طبعت غير ذي مرة.

## العراق
اصطلح أهل العراق اليوم على تسمية المتطفل "العظّام" وتجمع على "العظّامة"، وقيل أنه مشتقة من العظام، وتعني أن من يحمل هذه الصفة لن يترك من الطعام إلا العظام. ويختص هؤلاء بحضور الولائم والفواتح (وهي الجنائز في لهجة أهل العراق)، والتي اعتاد أهل البلاد فيها على توزيع الطعام على الحضور.

## متطفلا البيت الأبيض

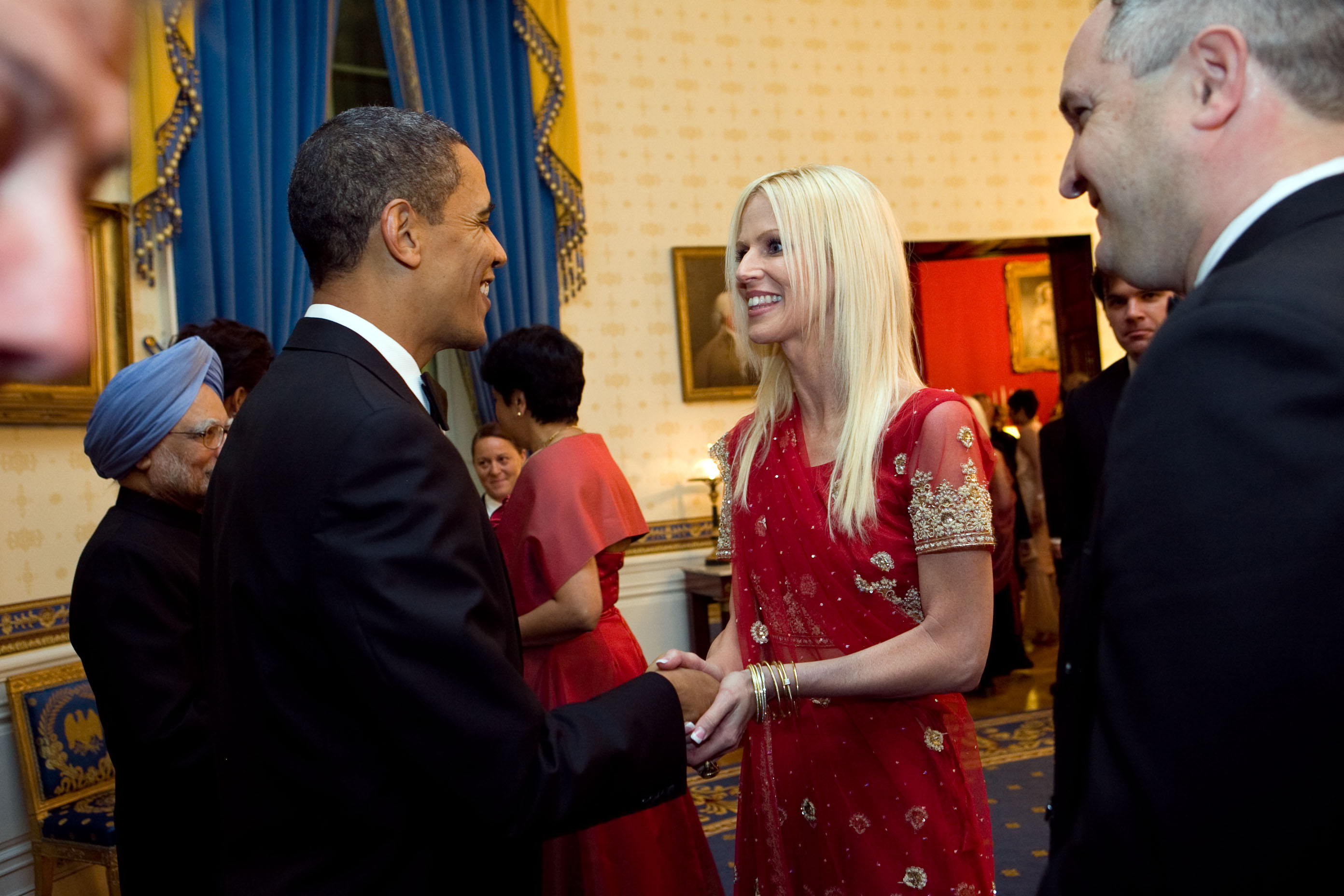
الرئيس أوبامة وهو يستقبل زوجة طارق صلاحي.

في العام 2009 م، استطاع طارق صلاحي، وهو أمريكي من أصل فلسطيني، استطاع هو وزوجته التطفل إلى مأدبة عشاء رسمية في البيت الأبيض، والتقيا الرئيس الأمريكي آنذاك باراك أوبامة.